# Kōchikai (Katō-Faktion)
Das Kōchikai (jap. 宏池会) war von 2000 bis 2008 die kleinere von zwei gleichnamigen Faktionen innerhalb der Liberaldemokratischen Partei (LDP). Unter Führung des Vorsitzenden des Politikforschungsrates der LDP, Sadakazu Tanigaki, gehörte es zuletzt zu den kleineren Faktionen mit etwa 14 Unterhausabgeordnete und zwei Oberhausabgeordneten. Sie wurde meist als Tanigaki-Faktion (谷垣派, Tanigaki-ha) bezeichnet, auch um Verwechslungen mit der Koga-Faktion auszuschließen, die sich ebenfalls offiziell Kōchikai nannte.
Das 1957 gegründete Kōchikai war eine der ältesten und größten Faktionen der LDP (Näheres siehe Kōchikai). Im Jahr 2000 spaltete es sich, nachdem der Fraktionsvorsitzende Kōichi Katō eine gescheiterte Rebellion gegen die Partei- und Regierungsspitze von Yoshirō Mori angeführt hatte. Die wenigen Katō verbliebenen Anhänger bildeten anschließend das kleinere Kōchikai als Katō-Faktion. 2002 übernahm Sadatoshi Ozato den Vorsitz, 2005 dann Sadakazu Tanigaki.
Im Dezember 2007 kündigten die beiden Kōchikai ihre Fusion für das Frühjahr 2008 an, die im Mai 2008 vollzogen wurde. Vorsitzender der gemeinsamen Faktion wurde Makoto Koga.